# Aielli
Aielli község (comune) Olaszország Abruzzo régiójában, L’Aquila megyében.

## Fekvése
A Sirente-Velino Regionális Park területén fekszik a Fucino-fennsíkon, a megye központi részén. Határai: Celano, Cerchio, Collarmele, Ovindoli és San Benedetto dei Marsi.

## Története
Első írásos említése 1280-ból származik. A következő századokban nemesi birtok volt. Önállóságát a 19. század elején nyerte el, amikor a Nápolyi Királyságban felszámolták a feudalizmust. Az 1915-ös földrengésben épületeinek nagy része elpusztult.

## Népessége
A népesség számának alakulása

## Főbb látnivalói
- egy középkori vártorony, amelyben csillagvizsgáló működik
- Santissima Trinità-templom
- San Giuseppe-templom
- San Rocco-templom